# Svante Nilsson (Sture)
Svante Nilsson Sture (født 1460 på Penningby slot, død 2. januar 1512 på Västerås slot). Han var søn af Nils Bosson Sture, rigsråd og rigsforstander 1504 – 1511. 
Tilnavnet Sture har Svante Nilsson fået af eftertiden og han tilhørte egentlig slægten Nat og Dag, skønt faderen anvendte Sturenavnet, formentlig af politiske årsager .
Svante Nilsson var modstander af Sten Sture (den ældre). Konflikten forværredes i 1490'erne efter Sten Stures behandling af Svantes far Nils Bosson Sture og han gik så langt, at han hjalp Kong Hans med at styrte Sten Sture. År 1501 medvirkede han dog i oprøret mod kong Hans og støttede modvilligt Sten Sture indtil dennes død 1503, hvorefter Svante Nilsson valgtes til rigsforstander.
Sommeren 1511 krævede mange i rigsrådet hans afgang med henvisning til, at han skulle have forsømt forsvaret, især i anledning af det danske plyndringstogt i Västergötland og Småland første halvår 1511. Svante Nilsson udskød spørgsmålet til et stændermøde, som skulle sammenkaldes til Arboga i januar 1512, men inden da var han død af et slagtilfælde.
- Senest år 1482 blev han rigsråd
- Deltog i plyndringstogtet mod Ivangorod 1496
- År 1503 rigsforstander
- Begravet i Västerås domkirke

## Familie
Gift
1. 1486 med Iliana Gädda, død 1495
2. 1504 med Mette Ivarsdatter (Dyre)

Med Iliana Gädda fik han sønnen Sten Sture (den yngre)